# Чарівний рядок (фестиваль)
«Чарівний рядок» — фестиваль літературної творчості дітей та юнацтва. В результаті проведення конкурсу дитячих робіт лауреати визначаються за чотирма номінаціями: в областях поезія, проза, фантастика і казка, а також літературознавство («Геніальний читач»).
Фестивальна програма проводиться в період березневих шкільних канікул в Єкатеринбурзі.

## Історія
В 2003 році у Свердловській обласній бібліотеці для дітей та юнацтва і Єкатеринбурзькому відділенні Спілки письменників Росії за підтримки Міністерства культури Свердловської області організували і провели обласний конкурс дитячої творчості «Чарівний рядок», який практично відразу перетворився в міжрегіональний. Роботи дітей приходили не тільки з міст і сіл Свердловської області, але і з більшості сусідніх областей. Рік від року географія учасників конкурсу розширювалася, в 2008 році він став всеросійським, а в 2011 організатори оголосили про чергову зміну статусу конкурсу. З цього моменту «Чарівний рядок» — Міжнародний фестиваль літературної творчості дітей та юнацтва.
В 2011 році у 770 юних авторів віком від 12 до 17 років виявили бажання взяти участь в конкурсі, надавши журі для огляду близько 5 000 робіт у віршах і прозі. Якщо в попередньому році були конкурсанти з 34 регіонів Російської Федерації, то в 2011 році — з 48. Подією стало масова участь в конкурсі хлопців з Білорусі, України і Вірменії. З Білорусі надійшли роботи з Мінська, Гомеля, Слуцька, Червеня, Любані (Білорусь). З України — з Донецька, Одеси, Харкова, Черкас, Докучаєвська.
Крім традиційних номінацій «Проза», «Поезія», «Казка і фантастика» юні літератори спробують себе в незвичайних номінаціях: «Геніальний читач» (написання рецензії на улюблений твір або створення читацької автобіографії), "За художнє осмислення сучасного життя в світлі християнських цінностей "(постійна номінація Екатеринбурзької Єпархії).
Унікальною особливістю фестивалю є поглиблена робота з літературними студіями, збирання методик розвитку літературних можливостей дітей і підлітків (випущений збірник «Майстерня творчості»).
Щорічно видається збірка лауреатів конкурсу — унікальний зріз не тільки літературних досягнень підлітків, але і їх світовідчуття, проблем і надій.
Багатьом юним літераторам «Чарівний рядок» надав путівку у велику літературу. Введення з 2014 року конкурсу «Аеліта-юніор» створює додаткові можливості учасникам номінації «Казка і фантастика» для виходу на фестиваль фантастів «Аеліта».

## Програма фестивалю
Крім урочистої церемонії нагородження переможців і призерів в програму фестивалю включені різноманітні заходи:
- Творчі семінари;
- Ігрові тренінги;
- Екскурсії по Катеринбурзі і на кордон Європа-Азія;
- Відвідування музеїв і вистав;
- Вечір знайомства «Чашка по колу» та інші.

Одним із знакових заходів фестивалю стала акція «Повітряна пошта» — в повітря одночасно відпускаються десятки куль з прикріпленими до них листами юних поетів і письменників. Людям, що знайшли ці листи, пропонується прийти в Свердловську обласну бібліотеку для дітей та юнацтва за призами.

## Журі та оргкомітет
- Голова журі: Вадим Осипов — заступник голови Правління Єкатеринбурзького відділення Спілки письменників Росії, поет, фотограф, лауреат премії «Чаша кругова» письменників Єкатеринбурга, «Сократовской премії», володар Почесної медалі Катерини Дашкової Російської Академії природничих наук (РАПН).

- Борис Долинго — письменник-фантаст, член Спілки письменників Росії, редактор розділу фантастики журналу «Уральський слідопит», голова оргкомітету фестивалю фантастики «Аеліта», лауреат премії ім. В. Бугрова, премії «Євразія» та премії «Орден Лицар фантастики ім. І. Г. Халимбаджі»

- Світлана Лаврова — дитячий письменник, кандидат медичних наук, лауреат премій «Аліса», «Камертон», а також Національної дитячої літературної премії «Заповітна мрія».

- Олександр Папченко — письменник, сценарист, лауреат «Міжнародної літературної премії Владислава Крапівіна».

- Євген Пермяков — журналіст, редактор, літературний критик, лауреат премії ім. В. Бугрова.
- Андрій Расторгуєв — голова Правління Єкатеринбурзького відділення Спілки письменників Росії, поет, перекладач.
- Директор фестивалю: Людмила Воробйова — заслужений працівник культури РФ, директор Свердловської обласної бібліотеки для дітей та юнацтва.
- Представник оргкомітету: Антоніна Водатурская — заслужений працівник культури РФ, завідувачка науково-методичним відділом СОБДіЮ.